# إد جونز (لاعب كرة قدم)
إد جونز (بالإنجليزية: Ed "Too Tall" Jones) (و. 1951  م) هو ملاكم، ولاعب كرة السلة، وممثل أفلام، ولاعب كرة قدم أمريكية، من الولايات المتحدة، ولد في جاكسون، يلعب كطرف دفاعي ‏.

## التعليم
تعلم في Jackson Central-Merry Early College High School ‏.

## وصلات خارجية
- إد جونز على موقع بوكس ريك (الإنجليزية) (registration required)
- إد جونز على موقع مرجع كرة القدم المحترفة.كوم (الإنجليزية)
- إد جونز على موقع قاعدة بيانات المصارعة على الإنترنت (الإنجليزية)

- إد جونز على موقع IMDb (الإنجليزية)
- إد جونز على موقع إن إن دي بي (الإنجليزية)
- إد جونز على موقع قاعدة بيانات الفيلم (الإنجليزية)